# ぼくがいる
「ぼくがいる」は、伊織の通算2枚目のシングル。1997年9月26日にポリグラムよりリリースされた。

## 解説
- 伊織の2枚目のシングルで、テレビアニメ『名探偵コナン』や映画『名探偵コナン 銀翼の奇術師』の挿入歌。
- 『名探偵コナン』の映画やアニメ等のサントラとして使用されている。

## 収録曲
- 全作曲・編曲：大野克夫

1. ぼくがいる 〜コナンのテーマ〜
  - 作詞：阿久悠
  - ゲスト：江戸川コナン（高山みなみ）
2. やるっきゃないのさ 〜コナンの勝利〜
  - 作詞：及川眠子
3. ぼくがいる 〜コナンのテーマ〜 (オリジナル・カラオケ)
4. やるっきゃないのさ (オリジナル・カラオケ)

## カバー
ぼくがいる 〜コナンのテーマ〜
- 江戸川コナン（高山みなみ）（2005年、シングル「想い出たち 〜想い出〜/ぼくがいる 〜コナンのテーマ〜」収録[2]）